# 크리스 제이컵스
크리스토퍼 찰스 제이컵스(Christopher Charles Jacobs, 1964년 9월 25일 ~ )는 전 미국의 수영 선수로 올림픽 2관왕이자 전 세계 기록 보유자이다.
제이컵스는 1988년 서울 올림픽에서 미국을 대표하여 2개의 금메달과 1개의 은메달을 획득하였다. 그는 동료 선수 트로이 댈비, 톰 재거, 맷 비온디와 함께 우승한 미국 남자 400m 릴레이 팀을 위하여 선두로서 자신의 첫 금메달을 획득하였다. 이 4명의 선수들은 결승전에서 3분 16.53초의 세계 신기록을 세웠다.
그러고나서 데이비드 버코프(배영), 리처드 슈로더(평영), 맷 비온디(접영)와 이루어 1위를 한 미국 팀을 위한 남자 400m 혼계영의 자유형 최종 주자로 헤엄치면서 또 하나의 금메달을 획득하였다. 제이컵스와 혼계영 팀은 3분 36.93초의 또다른 세계 신기록을 세웠다.
개인적으로 그는 100m 자유형에서 49.08초로 2위를 하였다.

## 같이 보기
- 올림픽 수영 남자 메달리스트 목록
- 수영 계영 400m 세계 기록 추이
- 수영 혼계영 400m 세계 기록 추이